# ꬺ
Cette page contient des caractères spéciaux ou non latins. S’ils s’affichent mal (▯, ?, etc.), consultez la page d’aide Unicode.
ꬺ (uniquement en minuscule), appelé m queue croisée, est une lettre additionnelle de l’alphabet latin qui est utilisée dans l’alphabet Anthropos.

## Utilisation
Dans l’alphabet Anthropos présenté par Wilhelm Schmidt dans la revue Anthropos en 1907, le m queue croisée est utilisé pour transcrire une consonne dîte « nasale labiogutturale », c’est-à-dire une consonne nasale labiale-vélaire voisée [ŋ͡m].

## Représentations informatiques
Le m queue croisée peut être représenté avec les caractères Unicode (Latin étendu E) suivants :
| formes    | représentations | chaînes de caractères | points de code | descriptions                            |
| --------- | --------------- | --------------------- | -------------- | --------------------------------------- |
| minuscule | ꬺ               | ꬺ                     | U+AB3A         | lettre minuscule latine m queue croisée |